# Stazione di Coira Ovest
La stazione di Coira Ovest (in tedesco Chur West) è una fermata ferroviaria a servizio della zona industriale Kalchbühl di Coira. Posta sulla ferrovia Landquart-Coira-Thusis, è gestita dalla Ferrovia Retica (RhB).

## Storia
La stazione fu aperta all'esercizio nell'anno 2000.

## Strutture e impianti
Il piazzale è dotato di due binari di corsa, uno dei quali a doppio scartamento; nelle sue vicinanze si dirama un raccordo industriale.
I due binari sono serviti da altrettante banchine, entrambe collegate alla Ringstrasse e alla Raschärenstrasse.

## Movimento
La fermata è servita dai treni suburbani delle linee S1 ed S2 della rete celere di Coira, entrambe con cadenzamento a frequenza oraria simmetrica, in modo da offrire una corsa su entrambe le destinazioni ogni mezz'ora.

## Servizi
- Biglietteria automatica